# Zellseneszenz

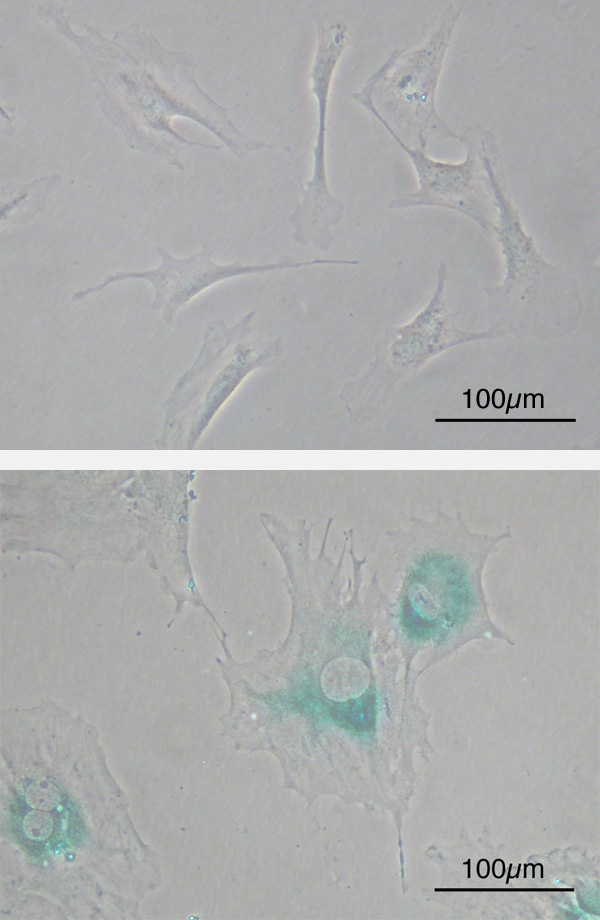
(Oben) Primäre embryonale Fibroblastenzellen (MEFs) der Maus vor der Seneszenz, mit spindelförmiger Morphologie.
(Unten) MEFs, gealtert nach weiteren Passagen in Zellkultur. Die Zellen sind größer, flacher und exprimieren die Seneszenz-assoziierte β-Galaktosidase (SABG, blaue Bereiche), einen Marker für zelluläre Seneszenz.

Zelluläre Seneszenz  (von lateinisch senescere = „alt werden, altern“) ist ein Phänomen, bei dem Zellen aufhören, sich zu teilen, und somit nicht mehr vermehrt werden. 

## Geschichte
In ihren Experimenten aus den frühen 1960er Jahren fanden Leonard Hayflick und Paul Moorhead heraus, dass normale menschliche fetale Fibroblasten in Kultur maximal etwa 50 Zellpopulationsverdopplungen erreichen, bevor sie aufhören, sich zu teilen. Dieses Phänomen wird als replikative Seneszenz bezeichnet und tritt nach Erreichen der Hayflick-Grenze ein. 
Hayflicks Entdeckung, dass die Zellteilungsfähigkeit normaler Zellen endlich ist, stürzte ein 60-jähriges Dogma in der Zellbiologie, das besagte, dass alle gezüchteten Zellen unsterblich sind. Hayflick fand heraus, dass die einzigen unsterblichen Kulturzellen Krebszellen sind. Später kamen noch die Stammzellen hinzu, die sich ebenfalls unbegrenzt teilen können. Durch eine Immortalisierung von Zellen kann die Zellseneszenz in vitro vermieden werden.

## Mechanismen
Die zelluläre Seneszenz wird häufig durch zelleigene Tumorsuppressor-Mechanismen angestoßen. Bei der Entstehung von Krebs werden sie inaktiviert. Durch die Überwindung oder Umgehung dieser Tumorsuppressor-Mechanismen entziehen sich Krebszellen der Kontrolle des Zellzyklus, was zu genomischer Instabilität (veränderte Chromosomen) und unkontrolliertem Zellwachstum führt. MicroRNAs (miRNAs) haben sich als wesentliche Faktoren herausgestellt, die zur zellulären Seneszenz beitragen oder diese verhindern.
Zelluläre Seneszenz kann durch eine Veränderung der DNA ausgelöst werden, die sich aus der Verkürzung der Chromosomenenden (Telomere) bei jedem Zellteilungsvorgang ergibt. In diesem Spezialfall spricht man von replikativer Seneszenz. Zellen können jedoch auch unabhängig von der Anzahl der Zellteilungen zur Seneszenz gebracht werden, zum Beispiel über DNA-Schäden als Reaktion auf Mutagene (Aktivierung von Onkogenen und Inaktivierung von Tumorsuppressorgenen), erhöhte reaktive Sauerstoffspezies (ROS) und durch Zell-Zell-Fusion. Die Anzahl der seneszenten Zellen im Gewebe steigt während der normalen Alterung deutlich an.
Obwohl sich alternde Zellen nicht mehr vermehren können, bleibt ihr Stoffwechsel aktiv und sie werden immunogener, denn es werden mehr Teile des Immunsystems aktiviert. Die Seneszenz-assoziierte β-Galaktosidase gilt zusammen mit CDK-Inhibitor 2A (CDKN2A) (cyclin dependent kinase inhibitor 2A, auch bekannt als p16) als guter Biomarker für zelluläre Seneszenz. Dies führt dennoch zu falsch positiven Signalen, da auch reifende Gewebe-Makrophagen seneszenz-assoziierte β-Galaktosidase zeigen, genauso wie T-Zellen CDKN2A exprimieren. Die DNA-Reparatur blockiert solange den Fortschritt im Zellzyklus, bis DNA-Schäden, wie beispielsweise Doppelstrangbrüche (DSBs), repariert sind. Es wird vermutet, dass diese Doppelstrangbrüche wichtige Treiber des Alternsprozesses sind.

## Rolle der Telomere
Mit jedem Zellzyklus verkürzen sich die chromosomalen Telomere bei jeder Teilung. Die Telomerverkürzung verändert zum Beispiel auch die Mechanismen beim alternativen RNA-Spleißen. Dadurch werden Toxine wie Progerin produziert, die einen Alterungsprozess durch Abbau und Funktionseinschränkungen von Geweben induzieren. So wird (etwa beim Hutchinson-Gilford-Progerie-Syndrom), das bei fehlerhaftem Spleißen statt dem Lamin A entstandene Progerin dauerhaft an die Kernmembran einer Zelle gebunden, und es kommt zu veränderter Kernmorphologie, erhöhtem DNA-Schaden, epigenetischen und metabolischen Veränderungen, fehlgeleitete Transkription und damit der Proteinsynthese, Funktionsstörung der Stammzellen, beschleunigter Seneszenz und Zelltod.

## Weitere Merkmale seneszenter Zellen
Ein Senescence Associated Secretory Phenotype (SASP) bestehend aus entzündlichen Zytokinen, Wachstumsfaktoren und Proteasen ist ein weiteres charakteristisches Merkmal seneszenter Zellen.  Der SASP ist mit vielen altersbedingten Krankheiten verbunden, darunter Typ-2-Diabetes und Atherosklerose. Dies hat Forscher motiviert, senolytische Medikamente (Senolytika) zu entwickeln, um seneszente Zellen abzutöten bzw. zu eliminieren und damit die Gesundheit älterer Menschen zu verbessern. Der Kern der alternden Zellen ist gekennzeichnet durch seneszenzassoziierte Heterochromatin-Foci (SAHF) und DNA-Segmente mit Chromatinveränderungen, die die Seneszenz verstärken (DNA-SCARS). Seneszente Zellen ermöglichen die Tumorunterdrückung, die Wundheilung und die embryonale und plazentare Entwicklung, obwohl sie eine pathologische Rolle bei altersbedingten Erkrankungen spielen.

## Organismen ohne Seneszenz
Zelluläre Seneszenz wird nicht bei allen eukaryotischen Organismen beobachtet. In den Arten, in denen zelluläre Seneszenz beobachtet wird, werden die Zellen post-mitotisch, das heißt, sie replizieren nicht mehr. Sie sind damit in einem Zustand replikativer Seneszenz. Wie und warum einige Zellen bei einigen Arten post-mitotisch werden, war Gegenstand vieler Forschungen und Spekulationen, es wird aber angenommen, dass sich zelluläre Seneszenz u. a. entwickelt hat, um den Beginn und die Ausbreitung von Krebs zu verhindern. Somatische Zellen, die sich häufig geteilt haben, weisen aufgrund von Kopierfehlern mehr DNA-Mutationen auf und laufen daher eher Gefahr, sich zu Krebszellen zu entwickeln, wenn sich die Teilung fortsetzt. Die alternden Zellen scheinen zudem einen immunogenen Phänotyp zu entwickeln, der es dem Immunsystem ermöglicht, sie zu erkennen und zu eliminieren.